# Michael Psellos den äldre
Michael Psellos den äldre var en bysantinsk teolog under senare delen av 800-talet. Han var elev till Photios, och studerade bland annat alexandrinsk teologi och sekulär litteratur.
Han blev i en dikt anklagad av en av sina elever vid namn Konstantin för att ha övergivit kristendomen, men man vet inte exakt på vilka grunder. Detta eftersom alla hans verk har gått förlorade.